# Hór (háznagy)
Hór ókori egyiptomi hivatalnok, háznagy volt a XII. dinasztia idején, I. Amenemhat uralkodásának utolsó és így I. Szenuszert uralkodásának első évtizedében (a két uralkodó körülbelül tíz évig együtt uralkodott).
Hór két leletcsoportról ismert. Kápolnája állt Abüdoszban, ahonnan több sztélé is előkerült, emellett expedíciót vezetett a Vádi el-Hudiba, itt szintén sztélét állíttatott, melyen az expedícióról számol be. Ez a sztélé I. Szenuszert alatt készült (bár dátum nem szerepel rajta, csak királynév), és arról számol be, hogy Hór ametisztet bányásztatott az uralkodónak. Az egyik abüdoszi sztélén, mely ma a Louvre-ban található (C 2), I. Szenuszert kilencedik uralkodási éve szerepel; ezen olvasható Hór címeinek leghosszabb listája, mely szerint nemesember, tettekben az első, királyi pecsétőr, egyetlen barát, Montunak, Théba urának papja és a kapuőrök elöljárója volt, emellett a papok elöljárója I. Amenemhat piramistemplomában. Anyját Szenetnek hívták, apja neve nem maradt fenn.

## Fordítás
- Ez a szócikk részben vagy egészben  a   Hor (Obervermögensverwalter) című német Wikipédia-szócikk ezen változatának fordításán alapul.  Az eredeti cikk szerkesztőit annak laptörténete sorolja fel. Ez a jelzés csupán a megfogalmazás eredetét és a szerzői jogokat jelzi, nem szolgál a cikkben szereplő információk forrásmegjelöléseként.